# Boys Only
Boys Only ist das vierte und letzte Album der Punkband The Boys vor ihrer Auflösung 1981.

## Entstehungsgeschichte
Nach dem The Yobs Christmas Album vom Winter 1980/1981, erschienen am 30. Januar 1981 sowohl die Single Let It Rain / Lucy als auch das Album Boys Only. Es ist das erste Album ohne Keyboarder Casino Steele, der kurz nach dem vorherigen Album To Hell with the Boys ausgestiegen war. Das Album wurde von der britischen Musikpresse gefeiert, hervorgehoben wurde besonders der äußerst britische Humor der Gruppe. Gute Kritiken erhielt es vom Melody Maker und dem Record Mirror. Die guten Kritiken konnten allerdings die schlechten Verkaufszahlen nicht überdecken und so trennte sich die Plattenfirma Safari Records von der Gruppe. Durch die erneute Enttäuschung durch ihre Plattenfirma machten sich auch in der Gruppe Spannungen breit. Die Karriere der Boys dümpelte vor sich hin. Im März 1981 wurde zwar noch eine Tour angekündigt, doch hatte Bassist Duncan Reid bereits im Vorfeld die Gruppe verlassen. Kurz darauf löste sich die Gruppe endgültig auf.

## Titelliste
1. Weekend – 2:52
2. Wrong Arm of the Law – 3:49
3. Poor Little Rich Girl – 3:20
4. Monotony – 3:17
5. Nothing Ventured – 2:57
6. Wonderful World – 2:50
7. Scrubber – 3:18
8. Satisfaction Guaranteed – 3:17
9. Gabrielle – 4:09
10. Miss You – 2:47
11. Little White Lifeline – 2:02
12. Let It Rain – 3:43

## Versionen
Wie auch bei den vorigen Alben veröffentlichte Captain Oi! Records 1999 eine CD-Version des Albums. Diese Veröffentlichung enthält als Bonustracks die beiden B-Seiten Cool und Lucy als Bonustrack. Als dritter Bonustrack wurde die Single-Version von terminal Love hinzugefügt, die auf To Hell with the Boys vergessen wurde.
1. Cool – 2:42
2. Lucy – 2:23
3. Terminal Love (Single Version) – 3:31

## Singles
Weekend mit der B-Seite Cool erschien bereits am 17. Oktober 1980. Es wurde von Radio-DJ Peter Powell zur Single der Woche gekürt und lief auch in der Fernsehsendung „Noel Edmonds Multi Coloured Swapshop“. Trotz eines guten Airplays erreichte die Single nicht die Charts. Let It Rain (B-Seite: Lucy) erschien gleichzeitig mit dem Album.

## Songinfos
Monotony handelt von einem langweiligen Mädchen. In der Bridge wird der Liedtitel buchstabiert.
Nothing Ventured handelt von Handlungsweisen, die im Volksglauben Unglück bringen. Der Protagonist des Liedes setzt sich über diese Verhaltensanweisungen hinweg. Unter anderem wird gesagt, dass man nicht unter Leitern durchgehen und nie auf die Bibel lügen soll. Auch die Schwarze Katze und Hufeisen werden erwähnt. Weitere britische Redensarten wie, dass man niemals seine Eier in nur einem Korb transportieren sollte, kommen auch im Text vor. 
Miss You ist eine Hommage an John Wayne. Seine Filme Ringo und Der letzte Scharfschütze werden im Text erwähnt.
Wonderful World ist eine Coverversion des bekannten Sam-Cooke-Klassikers.